# Grundsätze zum Datenzugriff und zur Prüfbarkeit digitaler Unterlagen
Die Grundsätze zum Datenzugriff und zur Prüfbarkeit digitaler Unterlagen (GDPdU) enthalten Regeln zur Aufbewahrung digitaler Unterlagen und zur Mitwirkungspflicht der Steuerpflichtigen bei Betriebsprüfungen.
Es handelt sich dabei um eine Verwaltungsanweisung des Bundesfinanzministeriums, in der dieses bestimmte Rechtsnormen aus der Abgabenordnung und dem Umsatzsteuergesetz zur digitalen Aufbewahrung von Buchhaltungen, Buchungsbelegen und Rechnungen konkretisiert.
Die GDPdU wurden durch die GoBD zum 1. Januar 2015 abgelöst.

## Mitwirkungspflicht des Steuerpflichtigen beim Datenzugriff durch Betriebsprüfer
Erfordert eine Betriebsprüfung den Zugriff auf Daten, die beim Steuerpflichtigen gespeichert sind, kann der Betriebsprüfer laut GDPdU zwischen folgenden drei Arten des Datenzugriffs wählen:
- unmittelbarer Lesezugriff (Z1),
- mittelbarer Zugriff über Auswertungen (Z2) und
- Datenträgerüberlassung in verschiedenen Formaten (Z3).

Das Recht, eigene Software auf die Systeme des Steuerpflichtigen aufzuspielen, hat der Betriebsprüfer dabei nicht.
Für die Datenträgerüberlassung sind verschiedene Formate zugelassen. Mittlerweile gibt es auch eine Empfehlung des Bundesfinanzministeriums für einen entsprechenden Beschreibungsstandard. Die Daten lassen sich dann vom Betriebsprüfer in eine Prüfersoftware einlesen.
Die Einhaltung dieser Vorschriften ist die Voraussetzung für die Genehmigung der Auslagerung der elektronischen Bücher und sonstigen erforderlichen Unterlagen in das Ausland. § 146 Abs. 2b der Abgabenordnung sieht seit 20. Dezember 2008 für Unternehmen, die den Anforderungen der GDPdU nicht nachkommen, ein Verzögerungsgeld von EUR 2.500 bis EUR 250.000 vor.